# Resan över Atlanten
Resan över Atlanten (fr. La Grande traversée) är det 22:a albumet om Asterix av René Goscinny (manus) och Albert Uderzo (teckningar). Serierna publicerades ursprungligen 1975, och kom som seriealbum på franska 1975 och på svenska 1977.

## Handling
Crabbofix har slut på färsk fisk vilket oroar Miraculix eftersom fisk är en av ingredienserna i trolldrycken. Men Asterix och Obelix får låna Senilix fiskebåt och ger sig ut. När Asterix ber Obelix att kasta ut nätet gör Obelix just det utan att fästa det vid något rep – nätet försvinner alltså i djupet. Dessutom blåser det upp till storm och de två kan inte vända tillbaka. Nästa morgon känner de sig väldigt hungriga och lämpligt nog finns sjörövarna i samma farvatten. Kaptenen firar sin födelsedag och har förberett en jättemiddag för hela besättningen. När Asterix och Obelix klättrar ombord lägger de beslag på all mat men låter sjörövarna behålla en liten korvbit.
Nästa dag har Obelix ätit upp all mat – med undantag för ett äpple – och i flera dagar driver Asterix och Obelix allt längre ut på havet, utan mat. Till slut är Obelix är så hungrig att han tycker sig se vildsvin ute till havs. Han kastar sig överbord och Asterix hoppar i efter. Snart är de för långt bort från båten men hittar en trädstam att hålla sig fast vid. Snart får de också se land och tar sig upp på en strand. Nära stranden får Idefix upp spår av ett märkligt djur, en kalkon. Asterix och Obelix har förstås aldrig sett kalkoner förut, men Obelix fångar två stycken som blir middag.
Medan de två sover middag upptäcks de av indianer som håller sig väl dolda i buskarna. Obelix tror att indianerna är några slags romare, Asterix är fundersam, möjligen rör det sig om något romerskt elitförband tror han. Att det är indianer och att de är i Amerika kan de ju inte veta, eftersom Amerika vid denna tid ännu inte är upptäckt av européerna.
Asterix hittar fotspår och medan Obelix ger sig ut för att hitta fler kalkoner blir Asterix infångad av indianerna. Han förs fastbunden till indianbyn där indianerna börjar dansa krigsdans. När Obelix kommer till byn blir han utmanad på envig och indianerna blir så imponerade av Obelix styrka att de två får bli medlemmar av stammen. De får också följa med stammen ut på jakt och där utmärker de sig så väl att indianhövdingen vill att Obelix gifter sig med hövdingens dotter. Asterix och Obelix förstår att det är dags att sticka hem igen. En natt smyger de iväg och stjäl en kanot nere vid vattnet. Kanoten sjunker dock strax och de två räddar sig upp på en ö.
Nästa morgon passerar ett vikingaskepp. Expeditionens ledare vill ha med sig två ur lokalbefolkningen som bevis att han har upptäckt land och Asterix och Obelix får följa med vikingarna tillbaka till deras snöiga hemland. Vikingahövdingen ställer till med en stor bankett för att fira upptäckten av det nya landet. En av vikingarnas trälar är dock själv från Gallien och denne kan tala om att vikingarna tänker offra Asterix och Obelix till gudarna. Alla tre sticker därifrån och tar sig med båt hem till Gallien.
Vid hemkomsten har de hela båten fylld med färsk fisk och albumet slutar med att hela byn firar hemkomsten med en stor fest. Den ende som inte vill vara med är Crabbofix, som är misstänksam mot färsk fisk.

## Kuriosa
Till skillnad från i albumet Asterix och vikingarna kan vikingarna och gallerna i detta album inte förstå varandras språk. Möjligen skulle det kunna bero på att vikingarna i det äldre albumet är mer beresta, och alltså mer språkkunniga, och att det är de som talar gallernas språk snarare än tvärtom.

## Övrigt
- Indianen Oumpa-pa gör en cameo i albumet. Han skapades av Goscinny och Uderzo redan på 1950-talet och det har kommit ut fem seriealbum om hans äventyr. Oumpa-pa medverkar även i Asterix-filmen Asterix 12 stordåd. Att låta Oumpa-pah och Asterix mötas är dock en anakronism, eftersom berättelserna om Oumpa-pa utspelas på 1700-talet - och i senare upplagor av albumet har Oumpa-Pa retuscherats bort.

- Vikingarnas hund finns med i Asterix-filmen Asterix och vikingarna.